# Lucius Laberius Maximus
Lucius Laberius Maximus was een Romeins politicus uit de stand van de equites, die leefde in de tweede helft van de eerste eeuw na Chr.
Kort na de Joodse Oorlog trad hij op als procurator in Judea als tweede man onder legatus Sextus Lucilius Bassus. Later bekleedde hij in Rome de functie van praefectus annonae, waarbij hij verantwoordelijk was voor de voedselvoorziening in die stad.
In 83 was hij gedurende één maand (van 9 juni tot 9 juli) Praefectus Alexandreae et Aegypti. In 84 benoemde keizer Domitianus Maximus als praefectus praetorio. De twee laatste benoemingen laten zien dat Maximus in zijn carrière tot de hoogste ambten is gekomen die voor iemand uit de equites beschikbaar waren.
Lucius Laberius Maximus was de vader van Manius Laberius Maximus, die onder Domitianus en Trajanus uitgroeide tot een invloedrijk senator en militair.